# Huỳnh Văn Lạc
Huỳnh Văn Lạc (sinh năm 1927) nguyên là một tướng lĩnh Bộ binh của Quân lực Việt Nam Cộng hòa, cấp bậc Chuẩn tướng. Ông xuất thân từ những khóa đầu tiên tại trường Sĩ quan Trừ bị do Quân đội Quốc gia được sự hỗ trợ của Quân đội Pháp mở ra ở Nam phần vào đầu thập niên 1950 với mục đích đào tạo sĩ quan người Việt để phục vụ trong Quân đội Liên hiệp Pháp. Thời gian tại ngũ, ông được giữ những chức vụ ở nhiều lĩnh vực khác nhau. Tuy nhiên, sau cùng ông vẫn trở về phục vụ đơn vị Bộ binh.

## Tiểu sử & Binh nghiệp
Ông sinh ngày 27 tháng 2 năm 1927 trong một gia đình khá giả tại tỉnh Phú Yên, miền Trung Việt Nam. Năm 1947, ông tốt nghiệp Trung học chương trình Pháp tại Quy Nhơn với văn bằng Tú tài bán phần (Part I). Sau đó được tuyển dụng làm giáo chức tại Phú Yên cho đến ngày gia nhập quân đội.

### Quân đội Quốc gia Việt Nam
Cuối tháng 3 năm 1953, thi hành lệnh động viên ông nhập ngũ vào Quân đội Quốc gia, mang số quân: 47/104.418. Theo học khóa 3 Đống Đa tại trường Sĩ quan Trừ bị Thủ Đức, khai giảng ngày 1 tháng 4 năm 1953. Ngày 1 tháng 11 cùng năm mãn khóa tốt nghiệp với cấp bậc Thiếu úy. Ra trường, ông được chọn về đơn vị Bộ binh tham gia mặt trận Atlante tại Tuy Hòa, Phú Yên với chức vụ Đại đội trưởng trong Tiểu đoàn 607 khinh quân. Đầu năm 1954, ông được thăng cấp Trung úy và được cử làm Tiểu đoàn phó Tiểu đoàn 607.

### Quân đội Việt Nam Cộng hòa
Cuối tháng 10 năm 1955, Thủ tướng Ngô Đình Diệm đã cải đổi danh xưng Quân đội Quốc gia thành Quân đội Việt Nam Cộng hòa. Rồi những biến đổi về mặt chính trị, danh xưng Quốc gia Việt Nam được chuyển thành Việt Nam Cộng hòa dưới chính thể Cộng hòa Đệ nhất. Tháng 11 cùng năm, ông được thăng cấp Đại úy và được cử làm sĩ quan Tùy viên cho Tổng thống Ngô Đình Diệm. Giữa năm 1956, ông được thăng cấp Thiếu tá chuyển ra Cao nguyên Trung phần giữ chức vụ Chỉ huy trưởng Cơ quan Quân sự Kontum. Đầu năm 1958, ông được cử đi Hoa Kỳ du học lớp Chỉ huy Tham mưu cao cấp (Command and General Staff) tại Học viện Fort Leavenworth, Tiểu bang Kansas và khóa Hành chính Dân sự vụ (Civil Affairs and Military Government) tại Fort Gordon, Tiểu bang Kentucky.
Đầu năm 1959, sau khi từ Mỹ về nước ông được chuyển đến phục vụ tại trường Võ bị Quốc gia Đà Lạt, lần lượt qua 2 vị Chỉ huy trưởng là Thiếu tướng Lê Văn Kim và Đại tá Trần Ngọc Huyến (thời kỳ các khóa học có thời gian huấn luyện và đào tạo 4 năm). Ông được cử làm Liên đoàn trưởng Liên đoàn Sinh viên Sĩ quan các khóa: 14 Nhân Vị, 15 Lê Lợi, 16 Ấp Chiến Lược, 17 Lê Lai và 18 Bùi Ngươn Ngãi.
Cuối năm 1961, ông được chuyển về Phủ Tổng thống giữ chức vụ Đại đội trưởng Đại đội Cận vệ kiêm Trưởng ban An ninh thay thế Thiếu tá Hoàng Đình Tư.
Đầu tháng 11 năm 1963, trong cuộc đảo chính Tổng thống Ngô Đình Diệm của Hội đồng Quân nhân Cách mạng do tướng Dương Văn Minh cầm đầu. Ông đứng về phía chống lại quân đảo chính nên bị bắt giam. Đầu tháng 2 năm 1964, sau cuộc Chỉnh lý nội bộ ngày 30 tháng 1 của tướng Nguyễn Khánh, ông được trả tự do và được trở lại Quân đội đồng thời bị thuyên chuyển về Sư đoàn 7 Bộ binh thuộc Quân đoàn IV.
Ngày Quân lực 19 tháng 6 năm 1965, ông được thăng cấp Trung tá và được cử làm Trung đoàn trưởng Trung đoàn 12 thuộc Sư đoàn 7 do Chuẩn tướng Nguyễn Viết Thanh làm Tư lệnh. Đến năm 1968, ông được cử theo học khóa 1 Cao đẳng Quốc phòng tại Sài gòn. Tháng giêng năm 1969, ông được thăng cấp Đại tá và được cử làm Tham mưu trưởng Quân đoàn IV & Vùng 4 Chiến thuật, lần lượt dưới quyền Tư lệnh của các Thiếu tướng Nguyễn Viết Thanh (7/1968-5/1970), Ngô Dzu (5/1970-8/1970), Ngô Quang Trưởng (8/1970-5/1972) và Nguyễn Vĩnh Nghi (5/1972-11/1974).
Ngày Quốc khánh Đệ Nhị Cộng hòa 1 tháng 11 năm 1972, ông được thăng cấp Chuẩn tướng tại nhiệm. Cuối tháng 10 năm 1973, ông được bổ nhiệm làm Tư lệnh Sư đoàn 9 Bộ binh thay thế Thiếu tướng Trần Bá Di được cử giữ chức Tư lệnh phó Quân đoàn IV & Quân khu 4. Ông ở chức vụ này cho đến cuối tháng 4 năm 1975.
- Sư đoàn 9 Bộ binh vào thời điểm tháng 4/1975, nhân sự ở Bộ tư lệnh Sư đoàn và các Chỉ huy Trung đoàn được bổ nhiệm như sau:
-Tư lệnh - Chuẩn tướng Huỳnh Văn Lạc
-Tham mưu trưởng - Đại tá Phạm Văn Ven[5]
-Chỉ huy Pháo binh - Trung tá Võ Văn Sáng
-Trung đoàn 14 - Đại tá Lê Văn Năm[6]
-Trung đoàn 15 - Đại tá Phan Thế Thường[7]
-Trung đoàn 16 - Trung tá Trần Xuân Hải

## 1975
Cũng như một số tướng lãnh trên và đồng cấp. Trước và trong ngày 30 tháng 4 với phương tiện sẵn có, ông và gia đình có thể dễ dàng ra nước ngoài định cư nhưng vì tình "huynh đệ chí binh", ông ở lại với chiến hữu và chấp nhận tù đày 13 năm ròng rã (từ 1975 đến 1988).
Ông cũng không thể tuẫn tiết như các Thiếu tướng Nguyễn Khoa Nam và Phạm Văn Phú, các Chuẩn tướng Lê Văn Hưng, Lê Nguyên Vỹ và Trần Văn Hai vì đức tin của người Công giáo không cho phép (ông là cựu tu sĩ Dòng Chúa Cứu Thế).
Tháng 2 năm 1994, ông cùng gia đình xuất cảnh theo diện H.O do Chính phủ Hoa Kỳ bảo lãnh, định cư tại Sacramento, Tiểu bang California, Hoa Kỳ.

## Gia đình
- Thân phụ: Cụ Huỳnh Hiển
- Thân mẫu: Cụ Nguyễn Thị Vịnh
- Phu nhân: Bà Lê Tuyết Mai

Ông bà có 4 người con (2 trai, 2 gái):
Huỳnh Đức Long, Huỳnh Đức Phong, Huỳnh Thị Mỹ Hương, Huỳnh Thị Phương Liên.